# Белкорт (Північна Дакота)
Белкорт (англ. Belcourt) — переписна місцевість (CDP) в США, в окрузі Ролетт штату Північна Дакота. Населення — 1510 осіб (2020).

## Географія
Белкорт розташований за координатами 48°50′33″ пн. ш. 99°44′39″ зх. д. / 48.84250° пн. ш. 99.74417° зх. д. (48.842494, -99.744164).  За даними Бюро перепису населення США в 2010 році переписна місцевість мала площу 15,56 км², з яких 15,04 км² — суходіл та 0,52 км² — водойми.

## Демографія
Згідно з переписом 2010 року, у переписній місцевості мешкало 2078 осіб у 711 домогосподарстві у складі 465 родин. Густота населення становила 134 особи/км².  Було 783 помешкання (50/км²).
Расовий склад населення:
| - 95,8 % — корінних американців - 2,6 % — білих - 0,2 % — чорних або афроамериканців - 0,1 % — азіатів |

До двох чи більше рас належало 1,1 %. Частка іспаномовних становила 1,4 % від усіх жителів.
За віковим діапазоном населення розподілялося таким чином: 35,8 % — особи молодші 18 років, 55,5 % — особи у віці 18—64 років, 8,7 % — особи у віці 65 років та старші. Медіана віку мешканця становила 27,8 року. На 100 осіб жіночої статі у переписній місцевості припадало 97,2 чоловіків;  на 100 жінок у віці від 18 років та старших — 89,6 чоловіків також старших 18 років.
Середній дохід на одне домашнє господарство  становив 35 981 долар США (медіана — 21 385), а середній дохід на одну сім'ю — 42 783 долари (медіана — 29 083). За межею бідності перебувало 28,1 % осіб, у тому числі 34,8 % дітей у віці до 18 років та 26,0 % осіб у віці 65 років та старших.
Цивільне працевлаштоване населення становило 607 осіб. Основні галузі зайнятості: освіта, охорона здоров'я та соціальна допомога — 35,6 %, публічна адміністрація — 18,3 %, мистецтво, розваги та відпочинок — 15,3 %.